# It’s About Time Tour
Die It’s About Time Tour war eine weltweite Konzerttournee der britischen Rockband Supertramp, bei der die Gruppe ihr 1997 veröffentlichtes Comeback-Album Some Things Never Change vorstellte. Zugleich war es die erste Tournee der Gruppe seit 1988.

## Hintergrund
Nachdem sich Supertramp im Herbst 1988 nach ihrer World Migration Tour zum mäßig erfolgreichen Album Free as a Bird und der Veröffentlichung des Livealbums Live ’88 aufgelöst hatten, gab es bereits Anfang der 1990er Jahre erste Überlegungen seitens Rick Davies, die Gruppe wiederzubeleben. Bereits im April 1993 traten die Supertramp-Musiker Davies und John Helliwell erstmals seit 1983 wieder mit ihrem ehemaligen Bandkollegen Roger Hodgson bei einer Veranstaltung zu Ehren von Jerry Moss, dem Mitbegründer von Supertramps Label A&M Records im Beverly Hills Hilton auf und boten gemeinsam die Klassiker The Logical Song und Goodbye Stranger dar. Kurz drauf begannen Davies und Hodgson wieder zusammenzuarbeiten und nahmen Demos der zwei neuen Lieder You Win, I Lose und And the Light auf. Meinungsverschiedenheiten bezüglich des Managements führten jedoch dazu, dass sie sich bald darauf wieder trennten. 1996 formierte Davies Supertramp mit Helliwell, Bob Siebenberg und dem Gitarristen/Keyboarder/Sänger Mark Hart neu, letzterer war zwar ein neues in der offiziellen Besetzung, hatte aber bereits beim Album Free as a Bird und den Tourneen der Gruppe zwischen 1985 und 1988 maßgeblich mitgewirkt hatte. You Win, I Lose und And the Light erschienen schließlich 1997 ohne Beteiligung Hodgsons auf Some Things Never Change, dem Reunion-Album der Gruppe.
Wie Hodgson war auch Dougie Thomson, Supertramp-Bassist zwischen 1973 und 1988, nicht an der Wiedervereinigung der Gruppe beteiligt, da dieser sich in der zwischen Zeit weitgehend aus dem Musikgeschäft zurückgezogen hatte. Für die Tournee wurde er durch den Tournee-Bassisten Cliff Hugo ersetzt, der bereits auf Some Things Never Change als bezahlter Studiomusiker mitgewirkt hatte. Weiterhin für die Tournee verpflichtet wurden der Gitarrist Carl Verheyen, der bereits 1985/86 mit Supertramp Konzerte bestritten hatte, sowie Lee Thornburg als zusätzlicher Saxophonist. Die Percussion-Instrumente bediente derweil Bob Siebenbergs Sohn Jesse Siebenberg, der sich außerdem die ursprünglich von Roger Hodgson gesungenen Parts mit Mark Hart teilte. Die Tourneeband bestand somit aus insgesamt acht Personen.
Die It’s About Time Tour begann schließlich am 28. April 1997 in Stockholm, endete am 30. Oktober des gleichen Jahres in Stuttgart und umfasste erstmals seit Supertramps erfolgreicher Breakfast in America Tour im Jahr 1979 wieder mehr als 100 Konzerte. Insgesamt fanden 106 Auftritte in Europa und Nordamerika statt. Da das Album Some Things Never Change trotz gemischter Kritiken erstmals wieder an die großen Erfolge Supertramps bis Mitte der 1980er Jahre anknüpfen konnte, war auch die dazugehörige Tournee ein großer Erfolg, vor allem in Deutschland, wo die Gruppe insgesamt 13 Konzerte gab und außerdem jeweils als Headliner bei den Festivals Rock am Ring und Rock im Park auftrat. Bei allen Terminen im deutschsprachigen Raum spielte Chris Rea im Vorprogramm.
Nach der Tournee trat abermals eine Pause der Band ein, die schließlich 2002 mit dem Album Slow Motion und einer begleitenden Tournee beendet wurde.

## Liveaufnahmen
Im April 1999 erschien Supertramps drittes Livealbum It Was the Best of Times, dessen Aufnahmen bei den Konzerten in der Londoner Royal Albert Hall zwischen dem 17. und 21. September 1997 entstanden waren.

## Setlist

### Beispiel-Setlist
- It’s a Hard World
- You Win, I Lose
- Listen to Me, Please
- Ain’t Nobody But Me
- Sooner or Later
- Free as a Bird
- Cannonball
- From Now On
- Breakfast in America
- Give Me a Chance
- Rudy
- Downstream
- Another Man’s Woman
- Take the Long Way Home
- Bloody Well Right
- The Logical Song
- Goodbye Stranger
- School
- And the Light
- Don’t You Lie to Me (I Get Evil)
- Crime of the Century

## Tourdaten
| Nr.                 | Datum              | Stadt               | Land               | Veranstaltungsort                  | Veranstaltungsort                    |
| Leg 1 – Europa      | Leg 1 – Europa     | Leg 1 – Europa      | Leg 1 – Europa     | Leg 1 – Europa                     | Leg 1 – Europa                       |
| ------------------- | ------------------ | ------------------- | ------------------ | ---------------------------------- | ------------------------------------ |
| 1                   | 28. April 1997     | Stockholm           | Schweden           | Annexet                            |                                      |
| 2                   | 29. April 1997     | Frederiksberg       | Danemark           | Falkoner Teatret                   |                                      |
| 3                   | 1. Mai 1997        | Rotterdam           | Niederlande        | Sportpaleis Ahoy’                  |                                      |
| 4                   | 2. Mai 1997        | Rotterdam           | Niederlande        | Sportpaleis Ahoy’                  |                                      |
| 5                   | 3. Mai 1997        | Brüssel             | Belgien            | Forest National                    |                                      |
| 6                   | 5. Mai 1997        | Paris               | Frankreich         | Palais Omnisport de Bercy          |                                      |
| 7                   | 6. Mai 1997        | Paris               | Frankreich         | Palais Omnisport de Bercy          |                                      |
| 8                   | 8. Mai 1997        | Liévin              | Frankreich         | Stade Couvert Régional             |                                      |
| 9                   | 9. Mai 1997        | Amnéville           | Frankreich         | Le Galaxie                         |                                      |
| 10                  | 10. Mai 1997       | Straßburg           | Frankreich         | Hall Rhénus                        |                                      |
| 11                  | 12. Mai 1997       | Genf                | Schweiz            | Arena de Genève                    |                                      |
| 12                  | 13. Mai 1997       | Lyon                | Frankreich         | Halle Tony Garnier                 |                                      |
| 13                  | 14. Mai 1997       | Toulon              | Frankreich         | Le Zénith Omega                    |                                      |
| 14                  | 16. Mai 1997       | Nürburg             | Deutschland        | Nürburgring                        | Rock am Ring                         |
| 15                  | 17. Mai 1997       | Nürnberg            | Deutschland        | Frankenstadion                     | Rock im Park                         |
| 16                  | 18. Mai 1997       | Dresden             | Deutschland        | Eisschnelllaufbahn                 |                                      |
| 17                  | 20. Mai 1997       | Hamburg             | Deutschland        | Alsterdorfer Sporthalle            |                                      |
| 18                  | 21. Mai 1997       | Berlin              | Deutschland        | Deutschlandhalle                   |                                      |
| 19                  | 22. Mai 1997       | Prag                | Tschechien         | Sportovní hala                     |                                      |
| 20                  | 24. Mai 1997       | Katowice            | Polen              | Spodek                             |                                      |
| 21                  | 25. Mai 1997       | Budapest            | Ungarn             | Sportcsarnok                       |                                      |
| 22                  | 26. Mai 1997       | Wien                | Osterreich         | Libro Music Hall                   |                                      |
| 23                  | 28. Mai 1997       | Imst                | Osterreich         | Skiarena Hoch-Imst                 |                                      |
| 24                  | 29. Mai 1997       | Bozen               | Italien            | Stadthalle PalaResia               |                                      |
| 25                  | 31. Mai 1997       | Rom                 | Italien            | PalaEUR                            |                                      |
| 26                  | 2. Juni 1997       | Assago              | Italien            | FilaForum                          |                                      |
| 27                  | 3. Juni 1997       | Zürich              | Schweiz            | Hallenstadion                      |                                      |
| 28                  | 5. Juni 1997       | Toulouse            | Frankreich         | Palais des Sports                  |                                      |
| 29                  | 6. Juni 1997       | Marseille           | Frankreich         | Le Dôme                            |                                      |
| 30                  | 7. Juni 1997       | Nîmes               | Frankreich         | Les Arènes                         |                                      |
| 31                  | 9. Juni 1997       | Pau                 | Frankreich         | Le Zénith                          |                                      |
| 32                  | 10. Juni 1997      | Bordeaux            | Frankreich         | Patinoire de Mériadeck             |                                      |
| 33                  | 11. Juni 1997      | Clermont-Ferrand    | Frankreich         | Maison des Sports                  |                                      |
| 34                  | 13. Juni 1997      | Angers              | Frankreich         | Amphitéa 4000                      |                                      |
| 35                  | 14. Juni 1997      | Brest               | Frankreich         | Parc de Penfield                   |                                      |
| 36                  | 16. Juni 1997      | Birmingham          | England            | National Indoor Arena              |                                      |
| 37                  | 18. Juni 1997      | London              | England            | Royal Albert Hall                  |                                      |
| 38                  | 19. Juni 1997      | London              | England            | Royal Albert Hall                  |                                      |
| 39                  | 23. Juni 1997      | Vigo                | Spanien            | Polideportivo de Samil             |                                      |
| 40                  | 24. Juni 1997      | Lissabon            | Portugal           | Praça de Touros do Campo Pequeno   |                                      |
| 41                  | 26. Juni 1997      | Barcelona           | Spanien            | Palau Sant Jordi                   |                                      |
| 42                  | 27. Juni 1997      | Murcia              | Spanien            | Plaza de Toros                     |                                      |
| 43                  | 28. Juni 1997      | Málaga              | Spanien            | Plaza de Toros de La Malagueta     |                                      |
| 44                  | 30. Juni 1997      | Saragossa           | Spanien            | Pabellón Príncipe Felipe           |                                      |
| 45                  | 1. Juli 1997       | Valencia            | Spanien            | Jardines de Viveros                |                                      |
| 46                  | 2. Juli 1997       | Madrid              | Spanien            | Palacio de los Deportes            |                                      |
| 47                  | 4. Juli 1997       | Larvotto            | Monaco             | Salle des Etoiles                  | Monte-Carlo Sporting Summer Festival |
| 48                  | 5. Juli 1997       | Larvotto            | Monaco             | Salle des Etoiles                  | Monte-Carlo Sporting Summer Festival |
| 49                  | 6. Juli 1997       | Larvotto            | Monaco             | Salle des Etoiles                  | Monte-Carlo Sporting Summer Festival |
| 50                  | 7. Juli 1997       | Montreux            | Schweiz            | Auditorium Stravinski              | Montreux Jazz Festival               |
| Leg 2 – Nordamerika |                    |                     |                    |                                    |                                      |
| 51                  | 15. Juli 1997      | Holmdel             | Vereinigte Staaten | PNC Bank Arts Center               |                                      |
| 52                  | 18. Juli 1997      | Philadelphia        | Vereinigte Staaten | Mann Music Center                  |                                      |
| 53                  | 19. Juli 1997      | Wantagh             | Vereinigte Staaten | Jones Beach Amphitheater           |                                      |
| 54                  | 20. Juli 1997      | Darien              | Vereinigte Staaten | Darien Lake Performing Arts Center |                                      |
| 55                  | 22. Juli 1997      | Quebec City         | Kanada             | Le Colisée                         |                                      |
| 56                  | 23. Juli 1997      | Montréal            | Kanada             | Centre Molson                      |                                      |
| 57                  | 25. Juli 1997      | Ottawa              | Kanada             | Corel Centre                       |                                      |
| 58                  | 26. Juli 1997      | Toronto             | Kanada             | Molson Amphitheatre                |                                      |
| 59                  | 28. Juli 1997      | Rosemont            | Vereinigte Staaten | Rosemont Theatre                   |                                      |
| 60                  | 29. Juli 1997      | Clarkston           | Vereinigte Staaten | Pine Knob Music Theatre            |                                      |
| 61                  | 30. Juli 1997      | Milwaukee           | Vereinigte Staaten | Marcus Amphitheater                | Milwaukee Summerfest ’97             |
| 62                  | 31. Juli 1997      | Maryland Heights    | Vereinigte Staaten | Riverport Amphitheatre             |                                      |
| 63                  | 2. August 1997     | St. Paul            | Vereinigte Staaten | Civic Center                       |                                      |
| 64                  | 3. August 1997     | Winnipeg            | Kanada             | Winnipeg Arena                     |                                      |
| 65                  | 4. August 1997     | Saskatoon           | Kanada             | Saskatchewan Place                 |                                      |
| 66                  | 5. August 1997     | Edmonton            | Kanada             | Coliseum                           |                                      |
| 67                  | 6. August 1997     | Calgary             | Kanada             | Canadian Airlines Saddledome       |                                      |
| 68                  | 8. August 1997     | Vancouver           | Kanada             | General Motors Place               |                                      |
| 69                  | 9. August 1997     | George              | Vereinigte Staaten | The Gorge Amphitheatre             |                                      |
| 70                  | 11. August 1997    | Concord             | Vereinigte Staaten | Concord Pavilion                   |                                      |
| 71                  | 14. August 1997    | Los Angeles         | Vereinigte Staaten | Greek Theatre                      |                                      |
| 72                  | 15. August 1997    | Los Angeles         | Vereinigte Staaten | Greek Theatre                      |                                      |
| Leg 3 – Europa      |                    |                     |                    |                                    |                                      |
| 73                  | 17. September 1997 | London              | England            | Royal Albert Hall                  |                                      |
| 74                  | 18. September 1997 | London              | England            | Royal Albert Hall                  |                                      |
| 75                  | 19. September 1997 | London              | England            | Royal Albert Hall                  |                                      |
| 76                  | 20. September 1997 | London              | England            | Royal Albert Hall                  |                                      |
| 77                  | 21. September 1997 | London              | England            | Royal Albert Hall                  |                                      |
| 78                  | 23. September 1997 | Newcastle upon Tyne | England            | Newcastle Arena                    |                                      |
| 79                  | 24. September 1997 | Glasgow             | Schottland         | SECC                               |                                      |
| 80                  | 26. September 1997 | Sheffield           | England            | Sheffield Arena                    |                                      |
| 81                  | 27. September 1997 | Manchester          | England            | NYNEX Arena                        |                                      |
| 82                  | 28. September 1997 | Dublin              | Irland             | The Point Depot                    |                                      |
| 83                  | 30. September 1997 | Orléans             | Frankreich         | Le Zénith                          |                                      |
| 84                  | 1. Oktober 1997    | Rotterdam           | Niederlande        | Sportpaleis Ahoy’                  |                                      |
| 85                  | 2. Oktober 1997    | Rotterdam           | Niederlande        | Sportpaleis Ahoy’                  |                                      |
| 86                  | 4. Oktober 1997    | Caen                | Frankreich         | Le Zénith                          |                                      |
| 87                  | 5. Oktober 1997    | Paris               | Frankreich         | Palais Omnisport de Bercy          |                                      |
| 88                  | 6. Oktober 1997    | Grenoble            | Frankreich         | Palais des Sports                  |                                      |
| 89                  | 8. Oktober 1997    | Rennes              | Frankreich         | Le Liberté                         |                                      |
| 90                  | 9. Oktober 1997    | La Rochelle         | Frankreich         | Parc des Expositions               |                                      |
| 91                  | 11. Oktober 1997   | Brüssel             | Belgien            | Forest National                    |                                      |
| 92                  | 12. Oktober 1997   | München             | Deutschland        | Olympiahalle                       |                                      |
| 93                  | 13. Oktober 1997   | Frankfurt am Main   | Deutschland        | Festhalle                          |                                      |
| 94                  | 15. Oktober 1997   | Bremen              | Deutschland        | Stadthalle                         |                                      |
| 95                  | 16. Oktober 1997   | Bielefeld           | Deutschland        | Seidenstickerhalle                 |                                      |
| 96                  | 17. Oktober 1997   | Köln                | Deutschland        | Sporthalle                         |                                      |
| 97                  | 19. Oktober 1997   | Kiel                | Deutschland        | Ostseehalle                        |                                      |
| 98                  | 20. Oktober 1997   | Rostock             | Deutschland        | Stadthalle                         |                                      |
| 99                  | 22. Oktober 1997   | Mülhausen           | Frankreich         | Parc Expo                          |                                      |
| 100                 | 23. Oktober 1997   | Zürich              | Schweiz            | Hallenstadion                      |                                      |
| 101                 | 24. Oktober 1997   | Genf                | Schweiz            | Arena de Genève                    |                                      |
| 102                 | 25. Oktober 1997   | Marseille           | Frankreich         | Le Dôme                            |                                      |
| 103                 | 27. Oktober 1997   | Le Mans             | Frankreich         | Antarès                            |                                      |
| 104                 | 28. Oktober 1997   | Lille               | Frankreich         | Le Zénith                          |                                      |
| 105                 | 29. Oktober 1997   | Maxéville           | Frankreich         | Le Zénith de Nancy                 |                                      |
| 106                 | 30. Oktober 1997   | Stuttgart           | Deutschland        | Schleyerhalle                      |                                      |

## Band
- Rick Davies: Keyboards, Klavier, Mundharmonika, Gesang, Hintergrundgesang
- John Helliwell: Saxophone, Holzblasinstrumente, Keyboards, Hintergrundgesang
- Bob Siebenberg: Schlagzeug
- Mark Hart: Keyboards, Gitarre, Gesang, Hintergrundgesang
- Cliff Hugo: Bass, Hintergrundgesang
- Jesse Siebenberg: Percussion, Gesang
- Lee Thornburg: Trompete, Posaune, Saxophon
- Carl Verheyen: Gitarre, Hintergrundgesang